# Алмира Харт Линкон Фелпс
Алмира Харт Линкон Фелпс (енгл. Almira Hart Lincoln Phelps; Берлин, Конектикат, 15. јул 1793 – Балтимор, 15. јул 1884) била је амерички научник, педагог, писац и уредник. Њени списи о ботаници утицали су на више  америчких жена тог времена да постану ботаничарке, укључујући Јунис Њутн Фут и њену ћерку, Аугусту Њутн Фут Арнолд. Иако је првенствено писала о природи, такође је била писац романа, есеја и мемоара.
Фелпсова је била родом из Конектиката. Њен дуг и активан живот био је посвећен образовању младих жена. Објавила је неколико популарних научних уџбеника из области ботанике, хемије и геологије. Неки од њених дела вредних посебног сећања су The Blue Ribbon Society; The School Girls Rebellion; Christian Households; Familiar Lectures on Botany; Our Country and its Relation to the Present, Past and Future; and The Fireside Friend. Њени ставови о темама у распону од говорничке вештине до корсета садржани су у Предавањима младим дамама, која обухватају нацрте и примене различитих грана женског образовања за кориснике женских школа и приватних библиотека.

## Младост и образовање
Алмира Харт је рођена 15. јула 1793. у Берлину, у Конектикату. Била је најмлађа од 17 деце и расла је у интелектуалном, независном и религиозном окружењу. Она и њена породица живели су на имању. Њена мајка Лидија се заинтересовала за анатомију, испитујући животиње које је кувала и на тај начин развила рудиментарно знање о људској анатомији. Ово јој је дало могућност да поправља ишчашене зглобове и пружи друге врсте основне прве помоћи својој породици и заједници, у случајевима када лекар није био одмах доступан. Лидија је такође проучавала својства биљака, а касније је о овим запажањима разговарала са својом ћерком Алмиром, након што је почело њено интересовање за ботанику.Лидија Харт је своју децу научила вредностима света око њих, а они су научили да напорно раде на фарми. Кроз ове лекције, Лидија је такође научила своје ћерке ономе за шта је веровала да је њихово место у свету, као жене.
Дом Хартових је био отворено место где су се чланови заједнице често окупљали да расправљају о великом броју тема. Алмирин отац, Семјуел Харт, и сам је волео да се расправља и дебатује, а у њиховој кући је често био неистомишљеник или проповедник који је свраћао да се расправља са њим. Деца Хартових су била подстакнута да преиспитују ствари и да стварају своја мишљења о разним стварима. Алмира и њена породица често су се окупљали око огњишта, где би њени отац и мајка причали приче о својим прецима и породичне анегдоте. Алмирине омиљене приче су се односиле на Амерички рат за независност. У овом окружењу, које је неговало учење и самосталну мисао, Алмира Харт је одрасла.
Захваљујући блиском пријатељству са мајком продавца књига, Алмира је од малих ногу имала приступ великом броју књига. Волела је да чита, и у почетку се чинило да ужива да чита све што јој се дочепа. Један од најутицајнијих Алмириних ментора била је њена старија сестра Ема Харт Вилард. Ема је постала утицајни реформатор женског образовања и саветовала је своју сестру да одабере добре књиге помоћу којих ће се образовати, уместо да само чита књиге за разоноду. Када је Алмира имала 17 година, отишла је да живи са Емом и њеним мужем, пошто је њена сестра била задужена за женску академију у Мидлберију. Док је живела са својом сестром, ментори су јој били и Џон Вилард и тројица његових колега студената који су такође дошли да живе у Вилардовом домаћинству. Студирала је математику и филозофију. Младићи са колеџа Мидлбери често су се налазили код Вилардових или у оближњим кућама док су похађали колеџ. То је Алмири, и другим женама попут ње, омогућило да стекну факултетско образовање из друге руке, упуштајући се у разговоре и на тај начин учећи предмете који се у то време нису предавали, или су се предавали само у основи, на женским академијама. На овај начин из друге руке Алмира је могла да научи вишу математику.

## Каријера
Са 16 година, Алмира је започела своју наставничку каријеру у окружним школама. Касније је наставила сопствено образовање. Године 1814. отворила је свој први интернат за младе жене у свом дому у Берлину; а две године касније, постала је директорка школе у Сенди Хилу у Њујорку.

### Женска богословија у Троју
Године 1817. Алмира се удала за Симеона Линкона и напустила каријеру на шест година да би била домаћица и мајка своје троје деце. Након мужевљеве смрти 1823. године, наставила је каријеру у образовању. Постала је учитељица, а касније, 1829. године, заменица директора, у познатој женској богословији Трој у Троју, у Њујорку, коју је водила њена сестра Ема Харт Вилард.
Док је предавала у Троју, њено интересовање за науку је порасло, а њена ботаничка каријера почела је под утицајем Амоса Итона. Као наставница, Алмира је приметила недостатак научних књига које би одговарале студентима почетницима и одлучила да реши проблем. Она је настојала да напише уџбеник који би био лак за разумевање и који би на тај начин олакшао младим академицима, посебно младим женама, да проучавају науке. Док је Алмира предавала у Богословији у Троју, студије науке су постале популарна тема. Своје ученике је водила у ботаничка теренска истраживања у околини Богословије, а студенти који су похађали њена предавања били су одушевљени областима ботанике. Под Итоновим утицајем, такође се заинтересовала за хемију. Када је Богословија у Троју додала лабораторију за изучавање хемије, Алмира је напорно радила како би била опскрбљена хемикалијама, како би она и њени ученици могли да учествују у научним експериментима. Тако је могла да држи предавања из хемије која су илустрована кроз експерименте, чиме је обогатила квалитет научног образовања у Богословији у Троју.
Охрабрена Итоновим и сестриним успехом и вођена сопственим финансијским потребама, Линконова је почела да пише уџбенике касних 1820-их. Њен први и најзначајнији уџбеник Позната предавања о ботаници објављен је 1829. године, доживео је седамнаест издања и продао се у преко 275.000 примерака до 1872. Амос Итон је веровао у способност жена за високо образовање и ставио је као приоритет позивање жена из Богословије у Троју на своја предавања на Политехничком институту Ренеселаер кад год је то могуће. Итон је веровао да мушкарци и жене треба да се образују заједно, и читавог живота се трудио да укључи жене у научну наставу. Од Итона, Алмира је научила много о неколико области, укључујући ботанику, хемију, геологију и природну филозофију.
Други Алмирин професионални ментор био је ботаничар Вилијам Дарлингтон. Он је утицао на презентацију ботанике у њеним уџбеницима и подстакао је да дода уводни материјал о Природном систему ботаничке класификације, уместо да укључи само Линеов систем у своју књигу. Алмира је овај предлог прихватила у наредним издањима свог уџбеника.
Године 1830, уз одсуство своје сестре, Фелпсова је служила као вршилац дужности директора Женске богословије у Троју и одржала серију предавања везаних за образовање жена које ће касније објавити као своју другу књигу, Предавања за младе девојке. За то време, Алмира је стекла важно менаџерско искуство, и почела да записује неке од својих идеја за образовање жена. Током свог вршиоца дужности директора, Алмира је проширила власништво Богословије у Троју како би укључила простор за ученике да узгајају сопствене ботаничке примерке на терену.

### Семинар за младе даме Западног Честера
Године 1831, Алмира се удала за Џона Фелпса, адвоката и политичара из Вермонта. Узимајући име „Алмира Харт Линкон Фелпс“, поново је одустала од своје каријере да би подигла другу породицу, али је наставила да пише нове уџбенике из хемије, природне филозофије и образовања.
Године 1838, Фелпсова је постављена за директора књижевног одељења Семинара за младе даме Западног Честера у Вест Честеру у Пенсилванији којим је управљао локални лекар Џеси В. Кук. Фелпсова пасторка Јунис је постављена за помоћницу директора, друга пасторка Ен и ћерка Ема Линкон су постављене за учитељице. За неколико часова коришћени су  уџбеници Фелпсове.
Скоро од самог почетка дошло је до сукоба између Кукових и Фелпсових. Фелпсови су наводно били незадовољни због мешања госпође Кук у вођење школе, укључујући и сметање особљу. Џон Фелпс је др Кука сматрао љубазним и учтивим човеком, али неспособним да правилно води школу и нема појма о томе како правилно образовати младе жене. Још једна велика спорна тачка између Алмире и неких од повереника Богословије било је место религије у наставном плану и програму. Алмира је желела да у наставни план и програм укључи верску наставу и богослужење, а управни одбор је желео да остане секуларан. Алмира је то на крају навела као један од главних разлога њеног каснијег одласка из школе.
Већ у децембру 1838. Алмира Фелпс је размишљала о одласку. Консултовала се са једним чланом породице Бидл покушавајући да добије подршку за отварање женске школе у Филаделфији. Није било подршке и Алмира је остала у Вест Честеру. У априлу 1839. Алмира је понудила своју позицију својој пасторки Хелен Фелпс. Хелен је одбила понуду. У пролеће 1839. Џон Фелпс је условно закупио зграду у Филаделфији, како би Алмира могла да отвори сопствену школу. Међутим, Алмира је одбила да напусти Вест Честер. Она и Џон су били у ћорсокаку. Веровао је да његова жена снажне воље не би требало да ради ни за кога другог. Алмира је била забринута за самофинансирање сопствене школе.
Раскид са Куковима био је коначан лета 1839. Алмира Фелпс је отпутовала у Њујорк да разговара са велечасним Џоном Ф. Шредером (1800–1857) који је те године отворио школу Свете Ане у Флешингу на Лонг Ајленду. Џон Фелпс је пратио своју жену и коначно је убедио да отвори сопствену школу. Џон Фелпс је направио аранжмане за изнајмљивање зграде у Ровеју, Њу Џерси, и Алмира Фелпс је основала сопствену школу 1839. Многи студенти из Западног Честера су је пратили у овеј. Школа Западног Честера није преживела разлаз између Алмире Фелпс и др Кука и затворена је. Ниједна од Алмириних пасторки није предавала на Ровеју. Јунис се удала и остала у Вест Честеру, Ен се преселила у Камден у Јужној Каролини да предаје за своју сестру Стелу, а Хелен је имала своју школу у Бруклину, Њујорк.

### Патапско женски институт
Еликот Милс (сада Еликот Сити) је имао и школу за дечаке, Рок Хил, и школу за девојчице, Патапско женски институт. До 1840. ниједно није ишло добро. Велечасни Алфред Холмеад је прешао из округа Балтимор да води Рок Хил, а бискуп Вајтингем је лично интервјуисао Алмиру Фелпс да постане директор института. Један од услова за њено ангажовање био је да мора да има свештеника на платном списку. Велечасни Холмеад постао је први капелан у институту. Године 1841, Фелпсови су затворили школу Ровеј и преузели Патапско женски институт на седам година закупа. Алмира Фелпс је била веома активна са својим ученицима и имала је добар однос са њима. Она је истакла академска достигнућа која омогућавају младим женама да се издржавају, ако је потребно, као учитељице или гувернанте. У том циљу, Алмира је активно тражила позиције за своје ученике.
Док је била у институту, Алмирина продаја уџбеника учинила ју је успешном ауторком. Њена ћерка Џејн Линкон и пасторка Хелен Фелпс су помогле у уређивању нових издања њених уџбеника. Фелпсови су обновили закуп 1848. на још седам година, а Џон Фелпс је умро 1849. Алмира је обишла Европу 1854. године, а њена најстарија ћерка, Ема Фелпс О'Брајен, водила је институт док је није било. Године 1855. истекао јој је други закуп. Остала је још годину дана.
Године 1859, Алмира Фелпс је била трећа жена изабрана за члана Америчког удружења за унапређење науке. Након што је постала члан, наставила је да пише, држи предавања и ревидира своје уџбенике све док није умрла у Балтимору 15. јула 1884, на њен 91. рођендан.
Алмира Фелпс је науку видела као помоћ религији и као нешто што је женама важно да науче. Веровала је да ће проучавање науке обогатити умове жена и боље их припремити да постану интелигентне супруге научника и добро образоване мајке које су боље спремљене да одгајају децу. Одгајана да верује да мушкарци и жене имају посебне улоге у свету, Алмира је видела ствари које је подучавала као важну помоћ у помагању женама да напредују у својим улогама супруга и мајки. Алмира је веровала да се наука и религија међусобно подржавају и подстицала је жене да проучавају науку као начин јачања својих верских уверења. Чврсто је веровала да ће таква чврста вера бити од користи будућим мајкама, које би могле да одгајају своју децу да поштују Бога.
Иако је била снажан заговорник образовања жена у деветнаестом веку, сама Алмира је била одлучно и гласно против права гласа жена. Залагала се за женствену грациозност и деликатност, и чврсто је веровала да је место жене на крају крајева у дому. Међу Алмириним студентском генерацијом, било је много сифражеткиња које су се залагалие за једнака права.

## Одабрани радови
- Familiar Lectures on Botany (1829) [25]
- Dictionary of Chemistry (1830)
- Botany for Beginners (1831)
- Geology for Beginners (1832)
- Female Student; or, Fireside Friend (1833)
- Chemistry for Beginners (1834) [26]
- Lectures on Natural Philosophy (1835)
- Lectures on Chemistry (1837)
- Natural Philosophy for Beginners (1837)
- Hours With My Pupils (1869)
- Caroline Westerly (1833)
- Ida Norman (1850)
- Christian Household (1860)